# Kloster Agiou Pavlou

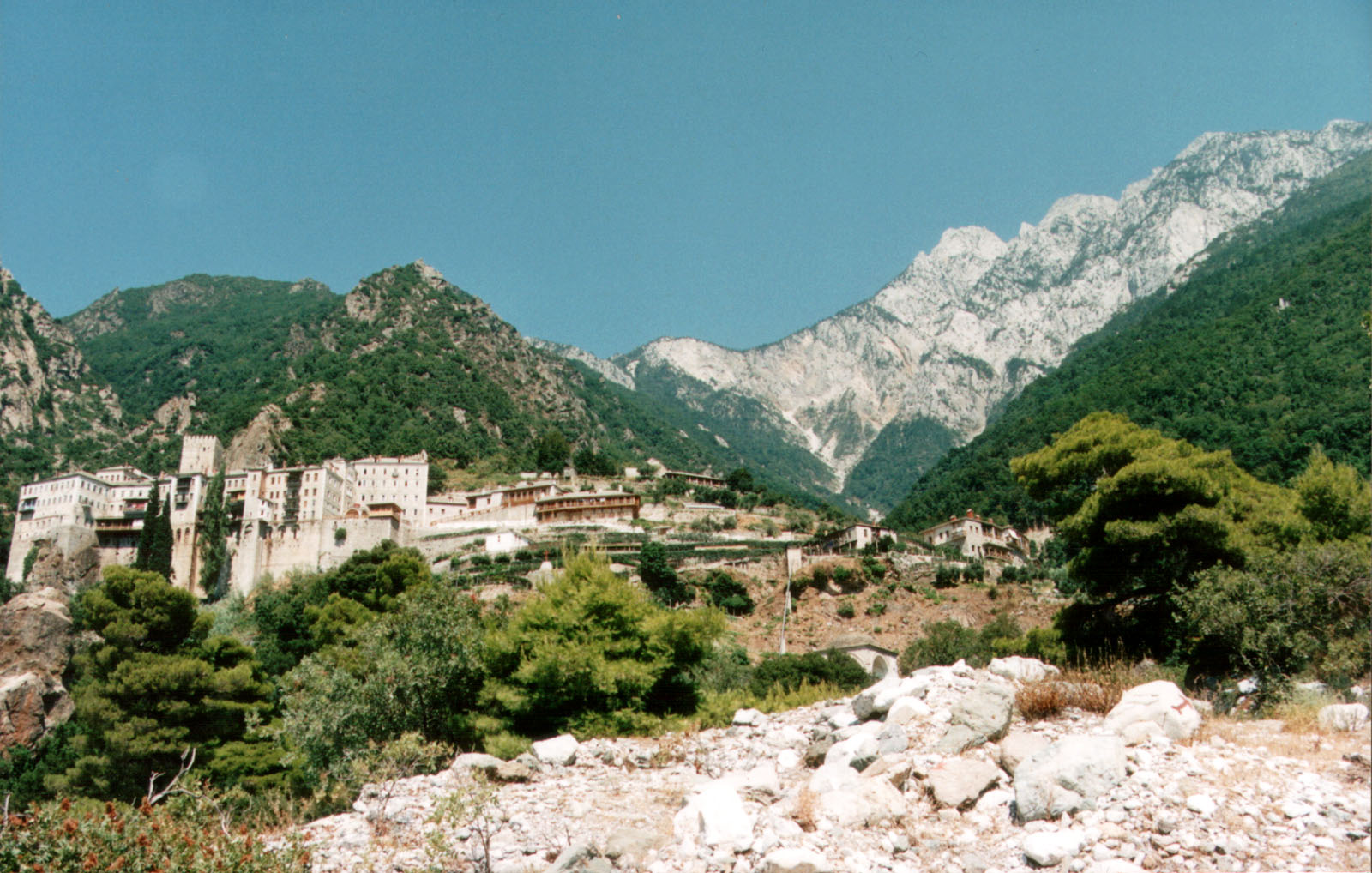
Kloster Agiou Pavlou

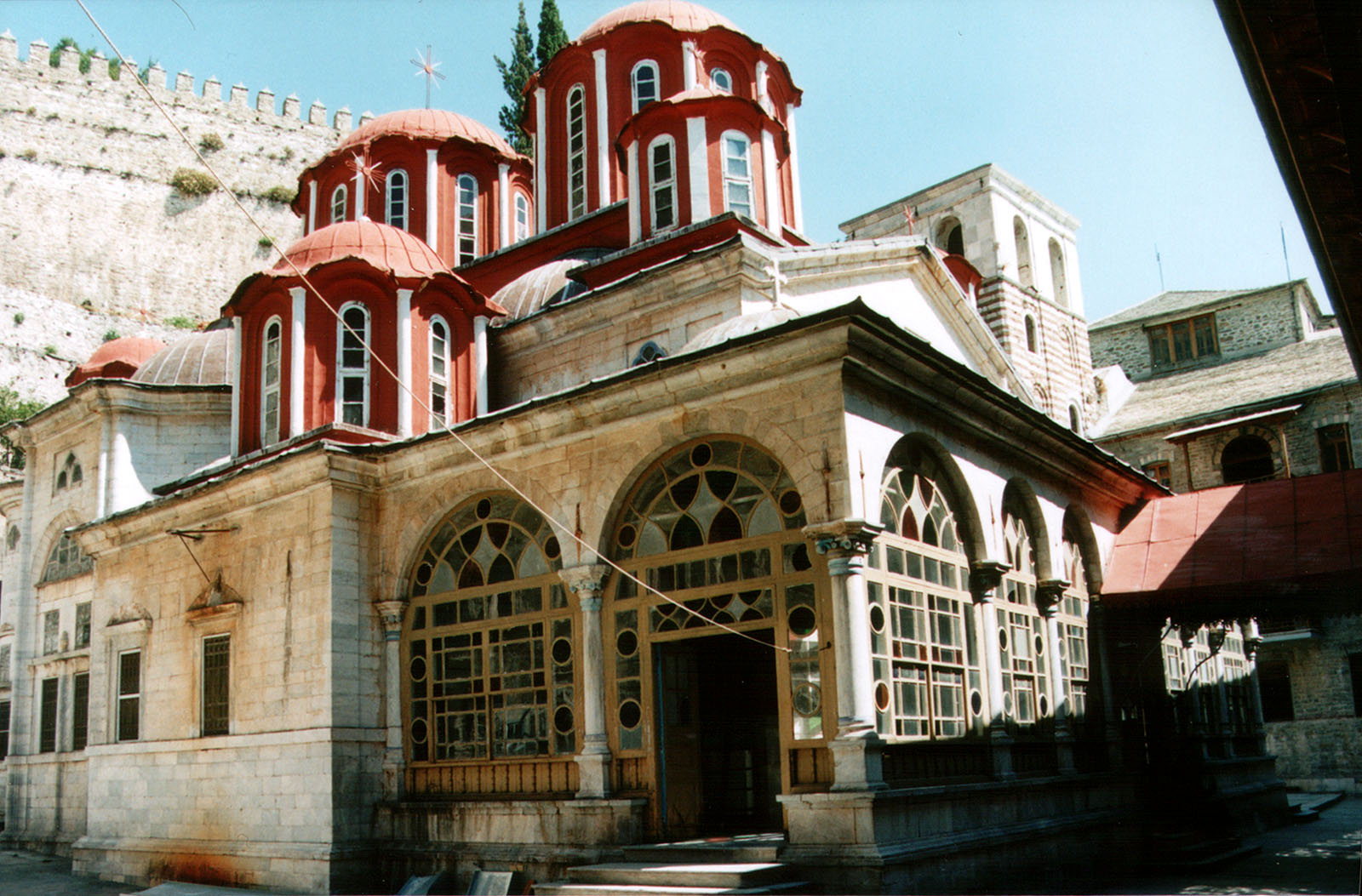
Die Klosterkirche von Agiou Pavlou

Das Kloster Agiou Pavlou (griech.: Μονή Αγίου Παύλου, Pauluskloster) ist eines der zwanzig orthodoxen Klöster des Berges Athos.
Es liegt im Südwesten der Halbinsel und nimmt den 14. Platz in der Rangfolge der Klöster ein. Es ist der Darstellung des Herrn im Tempel (Christi Lichtmess) geweiht, das Votivfest ist am 2. Februar (15. Feb.). 1990 zählte es 91 Mönche.

## Geschichte
Das Kloster geht bis mindestens ins 10. Jahrhundert zurück.
Robert Curzon, der zwischen 1834 und 1837 Ägypten, Syrien, Albanien und die Halbinsel Athos auf der Suche nach alten Manuskripten bereiste, und seine Reise in seinem Buch Visits to Monasteries in the Levant (1849) beschrieb, besuchte den Berg Athos im Jahr 1837 und bekam dort vom Abt unter anderem ein illuminiertes bulgarisches Evangeliar aus dem vierzehnten Jahrhundert geschenkt, das sich heute in der British Library befindet, das sogenannte Tetraevangeliar des Zaren Iwan Alexander. Während seines Besuchs des Klosters im Oktober 1845 entnahm der Bischof Porfirii Uspenskii (1804–1885) die 12 seiner Meinung nach wertvollsten Blätter des Radoslav-Evangeliums und gab sie in seine Kollektion zur Russischen Nationalbibliothek in St. Petersburg. Die im Kloster verbliebenen Seiten sind heute verloren.